# Peucedanum eminii
Peucedanum eminii är en flockblommig växtart som beskrevs av Adolf Engler. Peucedanum eminii ingår i släktet siljor, och familjen flockblommiga växter. Inga underarter finns listade i Catalogue of Life.